# Artabaz II.
Artabaz II. je bio perzijski general i satrap pokrajine Frigije od 362. pr. Kr., u doba vladavine Artakserksa II. Artabaz II. je poslan da uguši pobunu kapadokijskog satrapa Datama, no njegov pohod završava neuspjehom. Za vrijeme vladavine Artakserksa III. Artabaz je odbio poslušati naredbe velikog kralja, što ga je dovelo do sukoba s drugim satrapima koji su priznavali autoritet Artakserksa III. Njegovu pobunu odlučili su pomoći Atenjani, te kasnije Tebanci koji su poslali 5.000 vojnika pod vodstvom Pamena. Artabaz II. uspio je poraziti neprijatelje u dvije veće bitke, no Artakserkso III. uspio ga je odvojiti od grčkih saveznika nakon čega je poražen protiv perzijskog generala Autofradata koji ga je zarobio. Artabazovi zetovi Mentor i Memnon s Rodosa nastavili su pobunu i oslobodili Artabaza. Daljnja pobuna nije prošla uspješno pa su bili prisiljeni potražiti egzil u Makedoniji kod kralja Filipa II. Za vrijeme Artabazova boravka u Makedoniji, Mentor se borio na perzijskoj strani u pohodu protiv egipatskog faraona Nektaneba II. Nakon uspješnog pokoravanja Egipta, Artakserkso III. udovoljio je Mentorovoj zamolbi pa je dopustio povratak Artabazu i Memnonu u Perzijsko Carstvo. Artabaz II. od tada je postao privržen perzijskom vladaru (Dariju III.) pa je vodio jedinice perzijske vojske u bitci kod Gaugamele. Nakon Kodomanove smrti Artabaz se povukao u Hirkaniju gdje se predao, nakon čega ga je Aleksandar Makedonski nagradio.

## Poveznice
- Perzijsko Carstvo
- Ariobarzan
- Arsit

| Prethodnik:                      | Satrap Frigije (362. - 353. pr. Kr.) | Nasljednik:                 |
| Ariobarzan (387. - 362. pr. Kr.) | Satrap Frigije (362. - 353. pr. Kr.) | Arsit (353. - 334. pr. Kr.) |

## Vanjske poveznice
- Artabaz II. (Livius.org, Jona Lendering)  Arhivirana inačica izvorne stranice od 8. lipnja 2013. (Wayback Machine)
- Artabaz (Artabazus), AncientLibrary.com  Arhivirana inačica izvorne stranice od 9. studenoga 2005. (Wayback Machine)